# Bonden och räven
Bonden och räven (klassifikation: SMB 251, TSB F 64) är en balladtyp, som räknas till skämtvisorna och finns upptecknad i Sveriges Medeltida Ballader i 57 svenska varianter (varav två är finlandssvenska) från (cirka) 1810-talet och framåt. 20 av varianterna består av eller är försedda med melodier.

## Handling
En bonde erbjuder en räv en mängd gåvor i utbyte mot rävens hud, som han vill använda till foder under sin luva. Räven avvisar de flesta förslagen (exempelvis ett skepp eller en häst) med hänvisning till att han inte kan använda gåvorna. Till sist erbjuder bonden en välgödd gås.
I de flesta varianterna avvisar räven med viss tvekan även denna gåva, och en rävhona råder räven att avvisa bondens förslag, men bonden skjuter båda rävarna och triumferar. Variant G avslutas med att räven går med på bytet.

## Inspelningar
Balladen finns bland annat inspelad med Herr Arnes Penningar och med vissångerskan Lena Larsson.

## Paralleller på andra språk
Balladtypen finns också på danska (SK 61, først trykt i Evald Tang Kristensens Æresbog, København 1923, side 13) och norska.